# Преняси
Преняси (алб. Prrenjasi) — город и муниципалитет (bashki) на востоке Албании, у албано-северомакедонской границы, в верховьях реки Шкумбини, к западу от Охридского озера, к югу от Национального парка Шебеник-Ябланица. Административно относится к округу (рети) Либражди в области (керк) Эльбасан. Муниципалитет Преняси граничит на севере с муниципалитетом Либражди, на северо-востоке с Северной Македонией, на юге с муниципалитетом Поградец, на западе с муниципалитетом Эльбасан и на юго-западе с Грамши. Население муниципалитета по переписи 2011 года — 24 906 человек, а по данным органов ЗАГС — 32 488 человек. Площадь муниципалитета — 322,95 км². Плотность населения по переписи 2011 года 77 чел./км², а по данным органов ЗАГС — 106 чел./км². По реформе 2015 года к муниципалитету присоединены бывшие муниципалитеты Кюкеси, Райце и Стравай, которые получили статус административных единиц. В муниципалитет входит один город и 25 деревень.
Топоним Përrenjas связывают с именем славянского бога Перуна (Perkwunos).
В муниципалитете, в горах к западу от Охридского озера имеется в значительном количестве железоникелевые руды. В 1975 году их добывалось свыше 0,5 млн т. В Преняси был рудник и обогатительная фабрика. Руда перерабатывалась на металлургическом заводе в Эльбасане. Для подвоза руды в 1974 году построена железная дорога Эльбасан — Либражди — Поградец протяженностью 48 км. Первая очередь завода рассчитана была на переработку 0,8—1 млн т железной руды в год или выплавку 400 тыс. т чугуна и 500 тыс. т стали. Была построена линия электропередачи (ЛЭП) напряжением 220 кВ Фиерза — Эльбасан, соединяющая ГЭС Фиерза и завод в Эльбасане.
Лес в Райце объявлен частью природного объекта Всемирного наследия ЮНЕСКО «Древние и первобытные буковые леса Карпат и других регионов Европы».
Достопримечательностью муниципалитета является горный проход «Лестница Скандербега» (Shkalla e Skenderbeut), через который проходит шоссе Райце — Скандербей. По местному преданию Скандербег, наткнувшись на препятствие, открыл проход своим мечом.
В муниципалитете, на северомакедонско-албанской границе, в 12 км к юго-западу от Струги есть холм Чафа-Сан, где, по местному поверью, был убит святой Иван Владимир. На перевале Чафа-Сан находится один из четырёх пунктов пропуска через северомакедонско-албанскую границу — «Чафа-Сан» (Qafë Thanë).